# Milnor (Dakota du Nord)
La ville de Milnor est située dans le comté de Sargent, dans l’État du Dakota du Nord, aux États-Unis. Sa population s’élevait à 653 habitants lors du recensement de 2010, estimée à 631 habitants en 2018.

## Histoire
Milnor a été fondée en 1883, elle a reçu officiellement son nom la même année. La localité a été nommée en hommage à William Edward Milnor, le premier télégraphiste de la gare de Milnor, et à l’ingénieur William Milnor Roberts (en). Milnor est la première ville qui a été fondée dans le comté de Sargent.
En 1886, le siège du comté a été transferé de Milnor à Forman.

## Démographie
| 1890 | 1900 | 1910 | 1920 | 1930 | 1940 |
| ---- | ---- | ---- | ---- | ---- | ---- |
| 279  | 322  | 641  | 680  | 564  | 677  |

| 1950 | 1960 | 1970 | 1980 | 1990 | 2000 |
| ---- | ---- | ---- | ---- | ---- | ---- |
| 674  | 658  | 645  | 716  | 651  | 711  |

| 2010 | - | - | - | - | - |
| ---- | - | - | - | - | - |
| 653  | - | - | - | - | - |

## Source
- (en) Cet article est partiellement ou en totalité issu de l’article de Wikipédia en anglais intitulé « Milnor, North Dakota » (voir la liste des auteurs).